# Canton du Pays morcenais tarusate
Le canton du Pays morcenais tarusate est une circonscription électorale française du département des Landes.

## Histoire
Un nouveau découpage territorial des Landes entre en vigueur à l'occasion des élections départementales de 2015. Il est défini par le décret du 18 février 2014, en application des lois du 17 mai 2013 (loi organique 2013-402 et loi 2013-403). Les conseillers départementaux sont, à compter de ces élections, élus au scrutin majoritaire binominal mixte. Les électeurs de chaque canton élisent au Conseil départemental, nouvelle appellation du Conseil général, deux membres de sexe différent, qui se présentent en binôme de candidats. Les conseillers départementaux sont élus pour 6 ans au scrutin binominal majoritaire à deux tours, l'accès au second tour nécessitant 12,5 % des inscrits au 1er tour. En outre la totalité des conseillers départementaux est renouvelée. Ce nouveau mode de scrutin nécessite un redécoupage des cantons dont le nombre est divisé par deux avec arrondi à l'unité impaire supérieure si ce nombre n'est pas entier impair, assorti de conditions de seuils minimaux. Dans les Landes, le nombre de cantons passe ainsi de 30 à 15.
Le canton du Pays morcenais tarusate est formé de communes des anciens cantons de Morcenx (9 communes), de Tartas-Est (7 communes), de Tartas-Ouest (10 communes) et de Mont-de-Marsan-Sud (1 commune). Avec ce redécoupage administratif, le territoire du canton s'affranchit des limites d'arrondissements, avec 9 communes incluses dans l'arrondissement de Mont-de-Marsan et 18 dans l'arrondissement de Dax. Le bureau centralisateur est situé à Tartas.

## Représentation
| Période élective | Période élective | Mandat | Mandat   | Identité        | Nuance | Nuance | Qualité |
| ---------------- | ---------------- | ------ | -------- | --------------- | ------ | ------ | --- |
| 2015             | 2021             | 2015   | 2021     | Paul Carrère    |        | PS     | Directeur Adjoint du Centre Hospitalier de Mont de Marsan Maire de Morcenx-la-Nouvelle depuis 2020                             |
| 2015             | 2021             | 2015   | 2021     | Dominique Degos |        | PS     | Professeur des écoles retraitée, conseillère municipale de Tartas 9ème Vice-Présidente du Conseil départemental                |
| 2021             | 2028             | 2021   | en cours | Paul Carrère    |        | PS     | Maire de Morcenx-la-Nouvelle depuis 2020 3ème Vice-Président du conseil départemental, chargé de l'autonomie : personnes âgées |
| 2021             | 2028             | 2021   | en cours | Dominique Degos |        | PS     | Conseillère municipale de Tartas 8ème Vice-Présidente chargée des actions en faveur de l'agriculture et de la forêt            |

### Résultats détaillés

#### Élections de mars 2015
À l'issue du 1er tour des élections départementales de 2015, deux binômes sont en ballotage : Paul Carrere et Dominique Degos (PS, 43,82 %) et Isabelle Dupouy et Thierry Socodiabehere (Union de la Droite, 20,52 %). Le taux de participation est de 59,45 % (12 088 votants sur 20 333 inscrits) contre 57,2 % au niveau départemental et 50,17 % au niveau national.
Au second tour, Paul Carrere et Dominique Degos (PS) sont élus avec 62,94 % des suffrages exprimés et un taux de participation de 56,66 % (6 503 voix pour 11 518 votants et 20 329 inscrits).

#### Élections de juin 2021
Le premier tour des élections départementales de 2021 est marqué par un très faible taux de participation (33,26 % au niveau national). Dans le canton du Pays morcenais tarusate, ce taux de participation est de 43,13 % (9 033 votants sur 20 946 inscrits) contre 40,28 % au niveau départemental. À l'issue de ce premier tour,  le binôme constitué de Paul Carrère et Dominique Degos (PS, 71,03 %), est élu avec 71,03 % des suffrages exprimés.

## Composition
Le canton du Pays morcenais tarusate comprenait vingt-sept communes à sa création.
À la suite de la fusion, au 1er janvier 2017, de Boos et de Rion-des-Landes pour former la commune de Rion-des-Landes, le nombre de communes descend à 26.
À la suite de la fusion, au 1er janvier 2019, de Arjuzanx, de Garrosse, de Morcenx et de Sindères pour former la commune de Morcenx-la-Nouvelle, le nombre de communes descend à 23.
| Nom                               | Code Insee | Intercommunalité     | Superficie (km2) | Population (dernière pop. légale) | Densité (hab./km2) | Modifier                                    |
| --------------------------------- | ---------- | -------------------- | ---------------- | --------------------------------- | ------------------ | ------------------------------------------- |
| Tartas (bureau centralisateur)    | 40313      | CC du Pays Tarusate  | 30,37            | 3 174 (2022)                      | 105                | modifier les données · modifier les données |
| Arengosse                         | 40006      | CC du Pays Morcenais | 62,48            | 713 (2022)                        | 11                 | modifier les données · modifier les données |
| Audon                             | 40018      | CC du Pays Tarusate  | 7,55             | 410 (2022)                        | 54                 | modifier les données · modifier les données |
| Bégaar                            | 40031      | CC du Pays Tarusate  | 27,80            | 1 233 (2022)                      | 44                 | modifier les données · modifier les données |
| Beylongue                         | 40040      | CC du Pays Tarusate  | 37,51            | 402 (2022)                        | 11                 | modifier les données · modifier les données |
| Carcarès-Sainte-Croix             | 40066      | CC du Pays Tarusate  | 15,57            | 540 (2022)                        | 35                 | modifier les données · modifier les données |
| Carcen-Ponson                     | 40067      | CC du Pays Tarusate  | 36,72            | 631 (2022)                        | 17                 | modifier les données · modifier les données |
| Gouts                             | 40116      | CC du Pays Tarusate  | 10,88            | 272 (2022)                        | 25                 | modifier les données · modifier les données |
| Laluque                           | 40142      | CC du Pays Tarusate  | 52,81            | 1 086 (2022)                      | 21                 | modifier les données · modifier les données |
| Lamothe                           | 40143      | CC du Pays Tarusate  | 12,63            | 305 (2022)                        | 24                 | modifier les données · modifier les données |
| Lesgor                            | 40151      | CC du Pays Tarusate  | 28,19            | 425 (2022)                        | 15                 | modifier les données · modifier les données |
| Lesperon                          | 40152      | CC du Pays Morcenais | 102,81           | 1 030 (2022)                      | 10                 | modifier les données · modifier les données |
| Le Leuy                           | 40153      | CC du Pays Tarusate  | 9,46             | 228 (2022)                        | 24                 | modifier les données · modifier les données |
| Meilhan                           | 40180      | CC du Pays Tarusate  | 39,07            | 1 206 (2022)                      | 31                 | modifier les données · modifier les données |
| Morcenx-la-Nouvelle               | 40197      | CC du Pays Morcenais | 138,30           | 5 005 (2022)                      | 36                 | modifier les données · modifier les données |
| Onesse-Laharie                    | 40210      | CC du Pays Morcenais | 132,13           | 1 057 (2022)                      | 8,0                | modifier les données · modifier les données |
| Ousse-Suzan                       | 40215      | CC du Pays Morcenais | 24,48            | 285 (2022)                        | 12                 | modifier les données · modifier les données |
| Pontonx-sur-l'Adour               | 40230      | CC du Pays Tarusate  | 49,42            | 2 975 (2022)                      | 60                 | modifier les données · modifier les données |
| Rion-des-Landes                   | 40243      | CC du Pays Tarusate  | 134,06           | 3 115 (2022)                      | 23                 | modifier les données · modifier les données |
| Saint-Yaguen                      | 40285      | CC du Pays Tarusate  | 37,59            | 628 (2022)                        | 17                 | modifier les données · modifier les données |
| Souprosse                         | 40309      | CC du Pays Tarusate  | 42,56            | 1 131 (2022)                      | 27                 | modifier les données · modifier les données |
| Villenave                         | 40330      | CC du Pays Tarusate  | 27,37            | 313 (2022)                        | 11                 | modifier les données · modifier les données |
| Ygos-Saint-Saturnin               | 40333      | CC du Pays Morcenais | 57,88            | 1 344 (2022)                      | 23                 | modifier les données · modifier les données |
| Canton du Pays morcenais tarusate | 4013       |                      | 1 117,64         | 27 508 (2022)                     | 25                 | modifier les données                        |

## Démographie
En 2022, le canton comptait 27 508 habitants, en évolution de +2,18 % par rapport à 2016 (Landes : +5,78 %, France hors Mayotte : +2,11 %).
| 2013   | 2018   | 2022   |
| ------ | ------ | ------ |
| 26 440 | 27 067 | 27 508 |